# Snecma M88
Snecma M88 je francouzský dvouproudový motor s přídavným spalováním vyvinutý společností Snecma pro stíhací letoun Dassault Rafale.
Snecma na motoru M88 pracovala od roku 1986 a ve verzi M88-1 byl testován roku 1990 na letounu Rafale A. Od roku 1996 je také k dispozici verze M88-2. Poskytuje tah 50 kN na suchý tah a 75 kN s přídavným spalování. Ve výkonové třídě je ekvivalentní motoru F404, ale je menší a lehčí, aby byla umožněna montáž do letounu Rafale s menšími rozměry. Jedná se o dvouproudový motor se třemi nízkotlakovými stupni kompresoru, šesti vysokotlakými stupni kompresoru, prstencovou spalovací komorou, jednostupňovou vysokotlakou a nízkotlakou turbínou a přídavným spalováním.

## Specifikace (M88-2)

### Technické údaje
- Typ: dvouproudový motor s přídavným spalováním
- Průměr: 696 mm
- Délka: 3 538 mm
- Hmotnost suchého motoru: 897 kg

### Součásti
- Kompresor: axiální kompresor, 3stupňový nízkotlaký, 6stupňový vysokotlaký
- Spalovací komora: prstencová
- Turbína: axiální, 1 stupeň nízotlaký a 1 stupeň vyskotlaký

### Výkony
- Maximální tah: 
  - 50 kN maximální výkon
  - 75 kN s přídavným spalováním
- Celkový poměr stlačení: 24,5:1
- Obtokový poměr: 0,3:1
- Průtok/hltnost vzduchu: 65 kg/s
- Teplota plynů před turbínou: 1 580 °C
- Spotřeba paliva:
  - 3 977 kg/h
  - 12 695 kg/h s přídavným spalováním
- Měrná spotřeba paliva:
  - 22,14 g/kNs
  - 47,11 g/kNs s přídavným spalováním
- Poměr tah/hmotnost: 5,68:1 (suchý tah) a 8,52:1 (s přídavným spalováním)